# Areeiro (Metro de Lisboa)
Areeiro es una estación de la línea Verde del metro de Lisboa, Portugal, inaugurada el 18 de junio de 1972. Permite la conexión con la estación ferroviaria Roma-Areeiro, que opera las líneas Azambuja y Sintra (de Comboios de Portugal) y la línea a Setúbal (de Fertagus).
Está ubicada en la Praça Francisco Sá Carneiro, en la freguesia de Areeiro, y fue diseñada por el arquitecto Dinis Gomes con intervenciones artísticas de Maria Keil.
Está equipada para atender a pasajeros con movilidad reducida y dispone de ascensores.
Funciona todos los días del año, de 06:30 a 1:00.
En 2008 comenzaron las obras de remodelación del atrio sur de la estación, que se inauguraron el 17 de noviembre de 2013, en un proyecto del Alberto Barradas que incluyó intervenciones artísticas de Júlia Ventura (una obra sobre azulejos llamada As Meninas que muestra imágenes a tamaño natural de niños jugando) y el alargamiento del andén a 105 metros (para permitir trenes de seis vagones).
Una vez concluida la primera etapa comenzaron las obras del atrio norte, que se inauguraron el 28 de agosto de 2020, 12 años después de iniciada la remodelación integral de la estación. En esta fase se instalaron ascensores, se adaptó la estación para atender a personas con movilidad reducida y se efectuó una modernización de equipamiento e instalaciones.